# Liste der 37 Drogenbosse (Mexiko)
Am 23. März 2009 veröffentlichte der mexikanische Generalstaatsanwalt (Procurador General de la República) eine Liste von 37 Drogenbossen. Für Informationen, die zur Verhaftung dieser Personen dienten, wurde für 22 Personen eine Belohnung von 30 Millionen Pesos und für 15 Personen eine solche von 15 Millionen Pesos offeriert. Die Liste wurde seitdem weder angepasst noch ergänzt.
Am Ende der Amtszeit von Präsident Felipe Calderón waren 17 Personen dieser Liste von mexikanischen Sicherheitskräften (Marine, Armee, Bundespolizei) festgenommen und sieben getötet worden. Zwei davon wurden vermutlich von anderen Drogenkartellen ermordet.
Seit Beginn der Präsidentschaft von Enrique Peña Nieto am 1. Dezember 2012 wurden sechs weitere Drogenbosse festgenommen, insbesondere im Februar 2014 der seit dreizehn Jahren meistgesuchte Drogenboss, El Chapo, der jedoch im Juli 2015 aus dem Gefängnis entkam. Er wurde am 8. Januar 2016 erneut festgenommen. Getötet wurde 2014 der angeblich bereits im Dezember 2010 erschossene Nazario Moreno (El Chayo).
| Nr. | Kartell               | Vorname / Name                     | Alias            | Kopfgeld (Pesos) | Status             | Getötet / Festgenommen                 | Akteur                   |
| --- | --------------------- | ---------------------------------- | ---------------- | ---------------- | ------------------ | -------------------------------------- | ------------------------ |
| 1   | Beltrán-Leyva-Kartell | Marcos Arturo Beltrán-Leyva        | El Barbas        | $30M             | Getötet            | 16.12.2009                             | Marine                   |
| 2   | Beltrán-Leyva-Kartell | Héctor Beltrán Leyva               | El H             | $30M             | In Haft verstorben | 18.11.2018 / Festgenommen am 1.10.2014 | Armee                    |
| 3   | Beltrán-Leyva-Kartell | Sergio Enrique Villarreal Barragán | El Grande        | $30M             | Inhaftiert         | 12.9.2010                              | Marine                   |
| 4   | Beltrán-Leyva-Kartell | Edgar Valdez Villareal Barragán    | La Barbie        | $30M             | Inhaftiert         | 30.8.2010                              | Bundespolizei            |
| 5   | Beltrán-Leyva-Kartell | Francisco Hernández García         | El 2000          | $15M             | Inhaftiert         | 4.11.2011                              | Bundespolizei            |
| 6   | Beltrán-Leyva-Kartell | Alberto Pineda Villa               | El Borrado       | $15M             | Getötet            | 12.9.2009                              | Unbekannt                |
| 7   | Beltrán-Leyva-Kartell | Marco Antonio Pineda Villa         | El MP            | $15M             | Getötet            | 12.9.2009                              | Unbekannt                |
| 8   | Beltrán-Leyva-Kartell | Héctor Huerta Ríos                 | La Burra         | $15M             | Inhaftiert         | 25.3.2009                              | Armee                    |
| 9   | La Familia Michoacana | Nazario Moreno González            | El Chayo         | $30M             | Getötet (a)        | 9.3.2014                               | Marine                   |
| 10  | La Familia Michoacana | Servando Gómez Martínez            | El Profe         | $30M             | Inhaftiert         | 4.3.2015                               | Bundespolizei            |
| 11  | La Familia Michoacana | José de Jesús Méndez Vargas        | El Chango        | $30M             | Inhaftiert         | 21.6.2011                              | Bundespolizei            |
| 12  | La Familia Michoacana | Dionisio Loya Plancarte            | El Tío           | $30M             | Inhaftiert         | 27.1.2014                              | Bundespolizei            |
| 13  | Los Zetas             | Heriberto Lazcano Lazcano          | El Lazca         | $30M             | Getötet            | 7.10.2012                              | Marine                   |
| 14  | Golf-Kartell          | Jorge Eduardo Costilla Sánchez     | El Coss          | $30M             | Inhaftiert         | 12.9.2012                              | Marine                   |
| 15  | Golf-Kartell          | Ezequiel Cárdenas Guillén          | Tony Tormenta    | $30M             | Getötet            | 5.11.2010                              | Marine                   |
| 16  | Los Zetas             | Miguel Angel Treviño Morales       | Comandante 40    | $30M             | Inhaftiert         | 15.7.2013                              | Marine                   |
| 17  | Los Zetas             | Omar Treviño Morales               | L-42             | $30M             | Inhaftiert         | 4.3.2015                               | Marine und Bundespolizei |
| 18  | Los Zetas             | Iván Velázquez Caballero           | L-50             | $30M             | Inhaftiert         | 26.9.2012                              | Marine                   |
| 19  | Los Zetas             | Gregorio Sauceda Gamboa            | El Goyo          | $30M             | Inhaftiert         | 30.4.2009                              | Bundespolizei            |
| 20  | Golf-Kartell          | Sigifredo Nájera Talamantes        | El Canicón       | $15M             | In Haft verstorben | 7.9.2015 / Festgenommen am 20.3.2009   | Armee                    |
| 21  | Los Zetas             | Ricardo Almanza Morales            | El Gori I        | $15M             | Getötet            | 4.12.2009                              | Armee                    |
| 22  | Los Zetas             | Eduardo Almanza Morales            | El Gori II       | $15M             | Flüchtig           | -                                      |                          |
| 23  | Los Zetas             | Raymundo Almanza Morales           | El Gori III      | $15M             | Inhaftiert         | 20.5.2009                              | Armee                    |
| 24  | Los Zetas             | Flavio Méndez Santiago             | El Amarillo      | $15M             | Inhaftiert         | 18.1.2011                              | Bundespolizei            |
| 25  | Los Zetas             | Sergio Peña Solís                  | El Concord       | $15M             | Inhaftiert         | 14.3.2009                              | Bundespolizei            |
| 26  | Los Zetas             | Raúl Lucio Fernández Lechuga       | El Lucky         | $15M             | Inhaftiert         | 12.12.2011                             | Marine                   |
| 27  | Golf-Kartell          | Sergio Enrique Ruiz Tlapanco       | El Tlapa         | $15M             | Inhaftiert         | 8.9.2009                               | Armee                    |
| 28  | Juárez-Kartell        | Vicente Carrillo Fuentes           | El Viceroy       | $30M             | Inhaftiert         | 9.10.2014                              | Bundespolizei            |
| 29  | Juárez-Kartell        | Vicente Carrillo Leyva             | El Ingeniero     | $30M             | Inhaftiert (b)     | 3.4.2009                               | Armee                    |
| 30  | Juárez-Kartell        | Juan Pablo Ledesma                 | El JL            | $15M             | Flüchtig           | -                                      |                          |
| 31  | Sinaloa-Kartell       | Joaquín Guzmán                     | El Chapo         | $30M             | Inhaftiert         | 8.1.2016                               | Marine                   |
| 32  | Sinaloa-Kartell       | Ismael Zambada García              | El Mayo Zambada  | $30M             | Inhaftiert         | Juli 2024                              |                          |
| 33  | Sinaloa-Kartell       | Ignacio Coronel Villarreal         | El Nacho Coronel | $30M             | Getötet            | 29.7.2010                              | Armee                    |
| 34  | Sinaloa-Kartell       | Juan José Esparragoza Moreno       | El Azul          | $30M             | Verstorben         | 7.6.2014                               | Unbekannt                |
| 35  | Sinaloa-Kartell       | Vicente Zambada Niebla             | El Vicentillo    | $30M             | Inhaftiert         | 18.3.2009                              | Armee                    |
| 36  | Tijuana-Kartell       | Teodoro García Simental            | El Teo           | $30M             | Inhaftiert         | 12.1.2010                              | Bundespolizei            |
| 37  | Tijuana-Kartell       | Fernando Sánchez Arellano          | El Ingeniero     | $30M             | Inhaftiert         | 23.6.2014                              | Armee                    |